# Wapen van De Vuursche

Wapen van De Vuursche

Het wapen van De Vuursche is officieel nooit aan de Utrechtse gemeente De Vuursche toegekend. De gemeente maakte gebruik van het wapen van de ambachtsheerlijkheid De Vuursche, welke wel werd bevestigd door de Hoge Raad van Adel op 25 juli 1822. Het wapen bleef in gebruik tot De Vuursche op 8 september 1857 opging in de gemeente Baarn.

## Blazoenering
De blazoenering van het wapen luidde als volgt:
Van lazuur, beladen met een St. Jansbeeld met het lam, staande op een terras, alles van goud.
De heraldische kleuren zijn lazuur (blauw) en goud (goud of geel).

## Verklaring
Bij de site Nederlandse Gemeentewapens wordt geen verklaring gegeven. Maar de heerlijkheid De Vuursche was sinds 1085 in bezit van de Utrechtse kapittel van Sint Jan. Later kwam de heerlijkheid in andere handen.
Abcoude
· Abcoude-Baambrugge
· Abcoude-Proostdij
· Achttienhoven
· Amerongen
· Benschop
· Breukelen
· Breukelen-Nijenrode
· Breukelen-Sint Pieters
· Bunnik
· Cothen
· Darthuizen
· De Vuursche
· Doorn
· Driebergen
· Driebergen-Rijsenburg
· Everdingen
· Haarzuilens
· Hagestein
· Harmelen
· Hoenkoop
· Hoogland
· Houten
· Indijk
· Jaarsveld
· Jutphaas
· Kamerik
· Kockengen
· Langbroek
· Leersum
· Linschoten
· Loenen
· Loenersloot
· Loosdrecht
· Maarn
· Maarssen
· Maarsseveen
· Maartensdijk
· Mijdrecht
· Nigtevecht
· Noord-Polsbroek
· Odijk
· Oudenrijn
· Polsbroek
· Rijsenburg
· Ruwiel
· Schalkwijk
· Snelrewaard
· Sterkenburg
· Stoutenburg
· Tienhoven
· Vianen 
· Vinkeveen
· Vinkeveen en Waverveen
· Vleuten
· Vleuten-De Meern
· Vreeland
· Vreeswijk
· Waarder
· Waverveen
· Werkhoven
· Westbroek
· Willeskop
· Willige Langerak
· Wilnis
· Zegveld
· Zuilen
· Zuid-Polsbroek
Aagtekerke
· Baak
· Bennebroek
· Blitterswijk
· Cadier
· Cleverskerke
· De Vuursche
· Dorenweerd
· Geersdijke
· Hemmen
· Hensbroek
· Hoogkerk, Leegkerk en Dorkwerd
· Kattendijke
· Kerkwijk
· Laag Nieuwkoop
· Lede en Oudewaard
· Lichtenberg
· Limmen
· Nederveen-Cappel
· Oostwaard
· Oostcapelle
· Poortvliet
· Sint Philipsland
· Verwolde
· Wanssum
· Westervoort
· Wisch
· Wiskerke
· Zaanen